# 溶存酸素量
溶存酸素量（ようぞんさんそりょう、Dissolved Oxygen。略語：DO）とは、採取された水に、どれだけの濃度で酸素が溶存しているかということである。水域における水質の指標として用いられ、溶存酸素量が高いほど、水質は良好とされる。溶解酸素量（ようかいさんそりょう）とも呼ばれる。単位は、従来は、ppmが主に用いられていたが、最近では、mg/L が多用されている。

## 測定方法
隔膜電極法
酸素透過性のプラスチックで被覆されたカソード、アノードの両極の間隙を電解質で満たす。その両極を試料液に入れると、試料中の酸素分子が皮膜と電解質の中を拡散し、カソード表面に到達して還元される。このとき流れる電流は酸素分子の拡散に比例するので、そこから溶存酸素量を求めることができる。隔膜電極には、主に定電位電解法とガルバニセル法がある。定電位電解法は外部電源を用いてカソードの電圧を一定化するのに対し、ガルバニセル法は、卑金属電極をカソードと組み合わせ、一定の電圧を得る。
ウインクラー法
試料水に塩化マンガン溶液を加え、次にヨウ化カリウム／水酸化ナトリウム混合溶液を加えると、水酸化マンガンが生成され、さらに水中の酸素と反応して溶存酸素の量だけ酸化され沈澱する。この沈殿は、ヨウ化物イオンと酸を加えて溶解すると溶存酸素量に比例してヨウ素を遊離するので、これをヨウ素と反応するチオ硫酸ナトリウムで滴定して定量する。
上記のオリジナルの方法には誤差要因が内在し、カーペンターにより分析試薬に由来する酸素以外の要因をほぼ無視できる改良手法が考案された。これは上記の塩化マンガン溶液とヨウ化カリウム／水酸化ナトリウム混合溶液の代わりに、硫酸マンガン溶液と水酸化ナトリウム溶液を用いるものである。
ウインクラーアジ化ナトリウム変法
ウインクラー法による溶存酸素量測定の精度向上を図った方法で、ウインクラー法の最終工程であるチオ硫酸ナトリウムによる遊離ヨウ素の滴定の後、残余の遊離ヨウ素をでんぷん溶液で再度滴定する方法。
比色法
試料と試薬を混ぜ、発色の濃さで確認する。簡易的な試験法であり、有効数字は1桁程度に過ぎない。試薬は、溶存酸素測定キットとして市販されている。

## 飽和溶存酸素量
飽和溶存酸素量は、気圧、水温、溶存塩類濃度などによって変化する。一般に、気圧が高いほど、水温が低いほど、飽和溶存酸素量は多い。以下は蒸留水、1 atm 下における各温度の飽和溶存酸素量である。横軸は温度の小数点以下の部分、縦軸は温度の整数部分である。例えば5.5℃の場合は、縦軸:5、横軸:0.5を参照し12.22を得る。
|    | 0.0   | 0.1   | 0.2   | 0.3   | 0.4   | 0.5   | 0.6   | 0.7   | 0.8   | 0.9   |
| -- | ----- | ----- | ----- | ----- | ----- | ----- | ----- | ----- | ----- | ----- |
| 0  | 14.15 | 14.12 | 14.08 | 14.04 | 14.00 | 13.97 | 13.93 | 13.89 | 13.85 | 13.81 |
| 1  | 13.77 | 13.74 | 13.70 | 13.66 | 13.63 | 13.59 | 13.55 | 13.51 | 13.48 | 13.44 |
| 2  | 13.40 | 13.37 | 13.33 | 13.30 | 13.26 | 13.22 | 13.19 | 13.15 | 13.12 | 13.08 |
| 3  | 13.04 | 13.01 | 12.98 | 12.94 | 12.91 | 12.87 | 12.84 | 12.81 | 12.77 | 12.74 |
| 4  | 12.70 | 12.67 | 12.64 | 12.60 | 12.57 | 12.54 | 12.51 | 12.47 | 12.44 | 12.41 |
| 5  | 12.37 | 12.34 | 12.31 | 12.28 | 12.25 | 12.22 | 12.18 | 12.15 | 12.12 | 12.09 |
| 6  | 12.06 | 12.03 | 12.00 | 11.97 | 11.94 | 11.91 | 11.88 | 11.85 | 11.82 | 11.79 |
| 7  | 11.75 | 11.73 | 11.70 | 11.67 | 11.64 | 11.61 | 11.58 | 11.55 | 11.52 | 11.50 |
| 8  | 11.47 | 11.44 | 11.41 | 11.38 | 11.36 | 11.33 | 11.30 | 11.27 | 11.25 | 11.22 |
| 9  | 11.19 | 11.16 | 11.14 | 11.11 | 11.08 | 11.06 | 11.03 | 11.00 | 10.98 | 10.95 |
| 10 | 10.92 | 10.90 | 10.87 | 10.85 | 10.82 | 10.80 | 10.77 | 10.75 | 10.72 | 10.70 |
| 11 | 10.67 | 10.65 | 10.62 | 10.60 | 10.57 | 10.55 | 10.53 | 10.50 | 10.48 | 10.45 |
| 12 | 10.43 | 10.40 | 10.38 | 10.36 | 10.34 | 10.31 | 10.29 | 10.27 | 10.24 | 10.22 |
| 13 | 10.20 | 10.17 | 10.15 | 10.13 | 10.11 | 10.09 | 10.06 | 10.04 | 10.02 | 10.00 |
| 14 | 9.97  | 9.95  | 9.93  | 9.91  | 9.89  | 9.87  | 9.85  | 9.83  | 9.81  | 9.78  |
| 15 | 9.76  | 9.74  | 9.72  | 9.70  | 9.68  | 9.66  | 9.64  | 9.62  | 9.60  | 9.58  |
| 16 | 9.56  | 9.54  | 9.52  | 9.50  | 9.48  | 9.46  | 9.45  | 9.43  | 9.41  | 9.39  |
| 17 | 9.37  | 9.35  | 9.33  | 9.31  | 9.30  | 9.28  | 9.26  | 9.24  | 9.22  | 9.20  |
| 18 | 9.18  | 9.17  | 9.15  | 9.13  | 9.12  | 9.10  | 9.08  | 9.06  | 9.04  | 9.03  |
| 19 | 9.01  | 8.99  | 8.98  | 8.96  | 8.94  | 8.93  | 8.91  | 8.89  | 8.88  | 8.86  |
| 20 | 8.84  | 8.83  | 8.81  | 8.79  | 8.78  | 8.76  | 8.75  | 8.73  | 8.71  | 8.70  |
| 21 | 8.68  | 8.67  | 8.65  | 8.64  | 8.62  | 8.61  | 8.59  | 8.58  | 8.56  | 8.55  |
| 22 | 8.53  | 8.52  | 8.50  | 8.49  | 8.47  | 8.46  | 8.44  | 8.43  | 8.41  | 8.40  |
| 23 | 8.39  | 8.37  | 8.36  | 8.34  | 8.33  | 8.32  | 8.30  | 8.29  | 8.27  | 8.26  |
| 24 | 8.25  | 8.23  | 8.22  | 8.21  | 8.19  | 8.18  | 8.17  | 8.15  | 8.14  | 8.13  |
| 25 | 8.11  | 8.10  | 8.09  | 8.07  | 8.06  | 8.05  | 8.04  | 8.02  | 8.01  | 8.00  |
| 26 | 7.99  | 7.97  | 7.96  | 7.95  | 7.94  | 7.92  | 7.91  | 7.90  | 7.89  | 7.88  |
| 27 | 7.87  | 7.85  | 7.84  | 7.83  | 7.82  | 7.81  | 7.79  | 7.78  | 7.77  | 7.76  |
| 28 | 7.75  | 7.74  | 7.72  | 7.71  | 7.70  | 7.69  | 7.68  | 7.67  | 7.66  | 7.65  |
| 29 | 7.64  | 7.62  | 7.61  | 7.60  | 7.59  | 7.58  | 7.57  | 7.56  | 7.55  | 7.54  |
| 30 | 7.53  | 7.52  | 7.51  | 7.50  | 7.48  | 7.47  | 7.46  | 7.45  | 7.44  | 7.43  |

## 溶存酸素量と水棲生物
多くの魚介類は溶存酸素が 3 mg/L以上ないと生存が難しく、溶存酸素が少なくなってくると水面近くで口をパクパクする鼻上げ行動、逃避するような行動、痙攣などの異常行動がみられる。気象庁では、生物活動へ影響を生じる海中の酸素量を 70µmol/kg 以下と定義している。

## 溶存酸素と水質との関係
野外の水域における溶存酸素量は、酸素の溶け込み量と消費量とによって決まる。それらはそれぞれ以下のような要素によって決定される。
酸素の溶け込みの原因は、大きくは大気の酸素が水面から溶け込むこと、および水中の植物の光合成による酸素の発生である。前者は水域の容積に対する水面の比率、および、風などに伴って起こる水面の撹乱の程度によって決定する。
酸素の消費は、主として水中の生物の呼吸によるもので、富栄養であれば多くなる。
- 水中に水草などの植物が繁茂していると、その光合成により、日中の太陽光線の下では高い溶存酸素量を示し、時には過飽和状態になっていることがある。場合によっては、水に溶け切れなくなった酸素が、気泡となって現れる。そのような水域では、夜になると逆に植物などの呼吸により、水中の酸素が消費され、貧酸素状態に陥ることもあり、そのような場合の溶存酸素量は著しく低下する。溶存酸素が無いと生息できない水生動物は数多いため、生物の多様性が失われることになる。（貧酸素水塊参照）
- 河川においては、上流域の渓流では水面が波立つために酸素のとけ込む量が多い分だけ、溶存酸素量が高くなりがちである。対して、中流、下流へと、流速が低く、有機物量が増えるため、溶存酸素量は低くなる傾向にある。
- 生活排水が流れ込むなどの要因で、有機物が多く流入した場合にも、溶存酸素量は低くなる。水中に生物が消費可能な有機物が多い場合、すなわち、生物化学的酸素要求量（BOD）が高い場合、微生物が大繁殖する。この微生物が酸素を消費するため、溶存酸素量は極めて低くなる。さらに微生物が嫌気的に有機物の分解を進行させれば、硫化水素等が発生し、いわゆるどぶの臭いがするようになる。このような状態では、生活できない水生動物が多数いる。
- 溶存酸素量は水質汚濁に係る環境基準が定められており、河川、湖沼、海域ともその水域の類型に応じた基準となっている。通常の水質汚濁項目（pHを除く）については、数値が低いほど水質が良いと言えるのに対して、溶存酸素量については数値が低いほど水質が悪いことになる。

## 溶存酸素と水中の金属の腐食
水中に設置された金属製の部品や配管などの腐食には、しばしば溶存酸素も関わることが知られている。ただし溶存酸素は、水中の鉄製品などの腐食を促進させることもあれば、条件によっては、逆に鉄製品などの表面に酸化被膜を形成して腐食を妨げる不動体化を起こすこともある。このように、溶存酸素量と、水中に設置された金属製品の腐食との関係は複雑である。なお、金属製品の材料のイオン化傾向や合金としての性質、金属製品の設置状況なども腐食に影響することは当然のこととして、水の側が持つ腐食に関係する要因も、決して溶存酸素だけではなく、例えば、水の流速、溶存する二酸化炭素の量、微生物の存在、pHなどなど、他にも様々な要素が関わっていることを付記しておく。あくまで、溶存酸素量は、水中に設置された金属製品の腐食に関係する要素の1つに過ぎない。